# Monumentul Aerului din București
Monumentul Aerului din București este un monument istoric aflat pe teritoriul municipiului București, operă a sculptorului Emil Ludovic Gové.

## Galerie

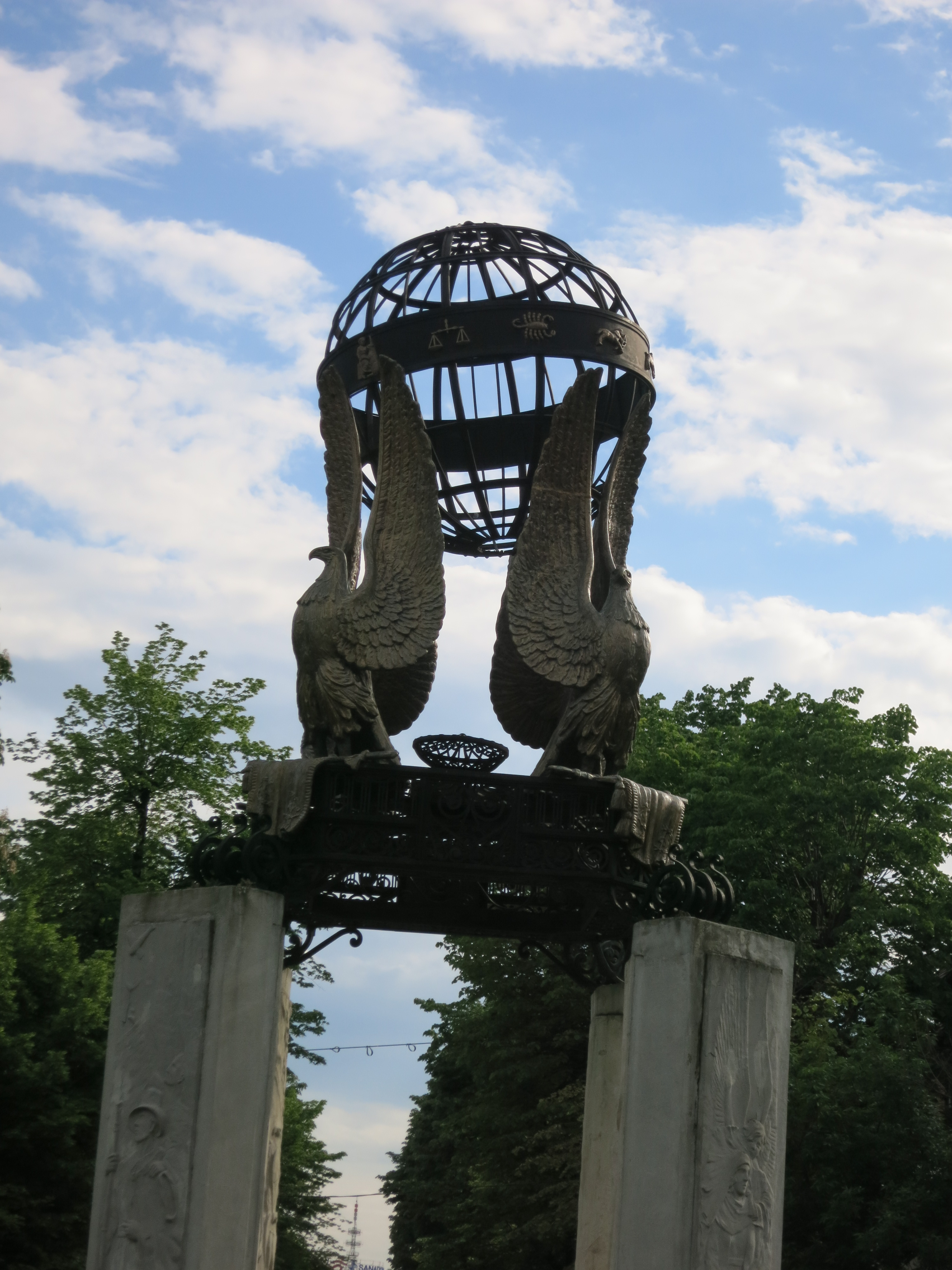
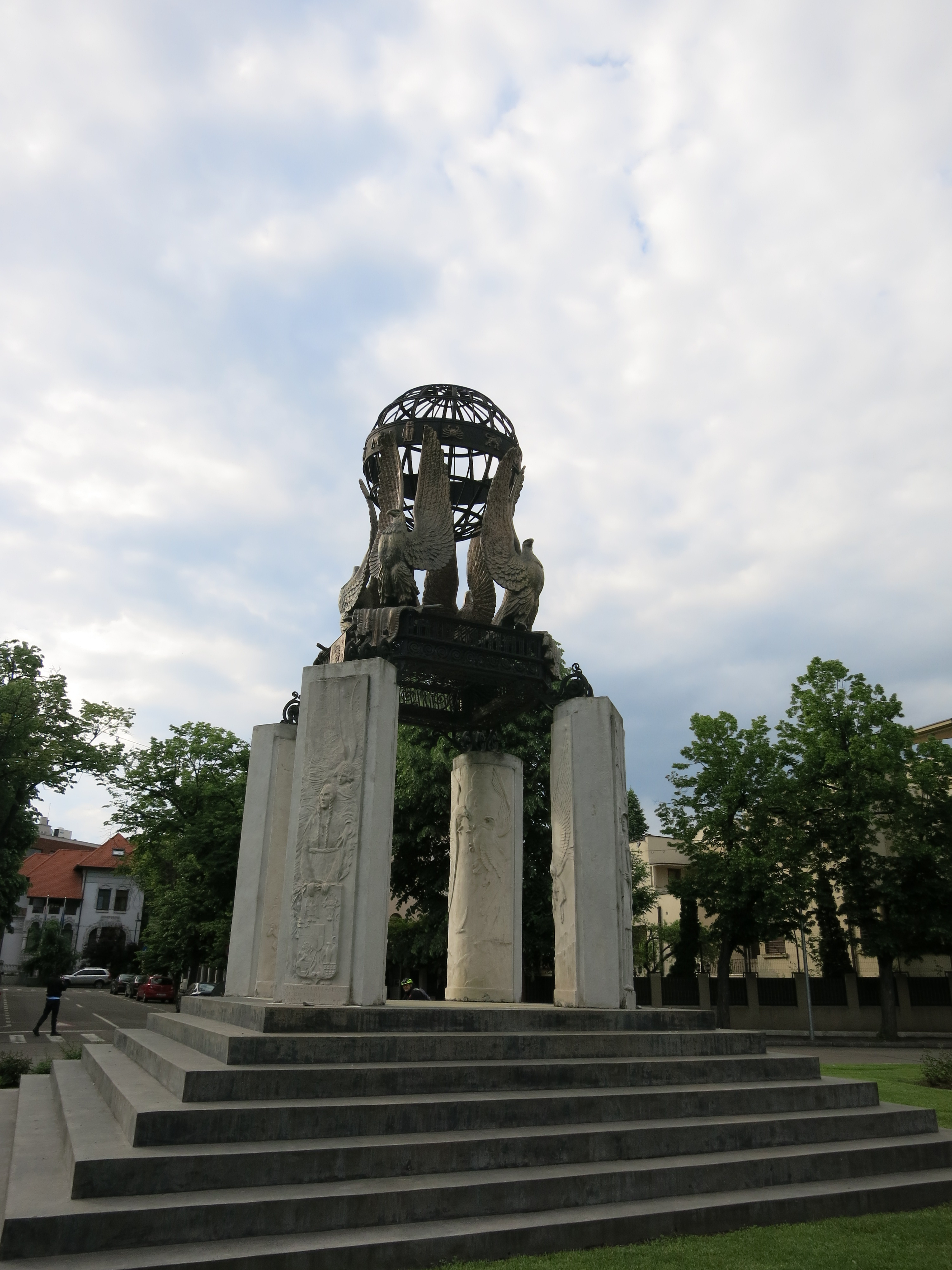
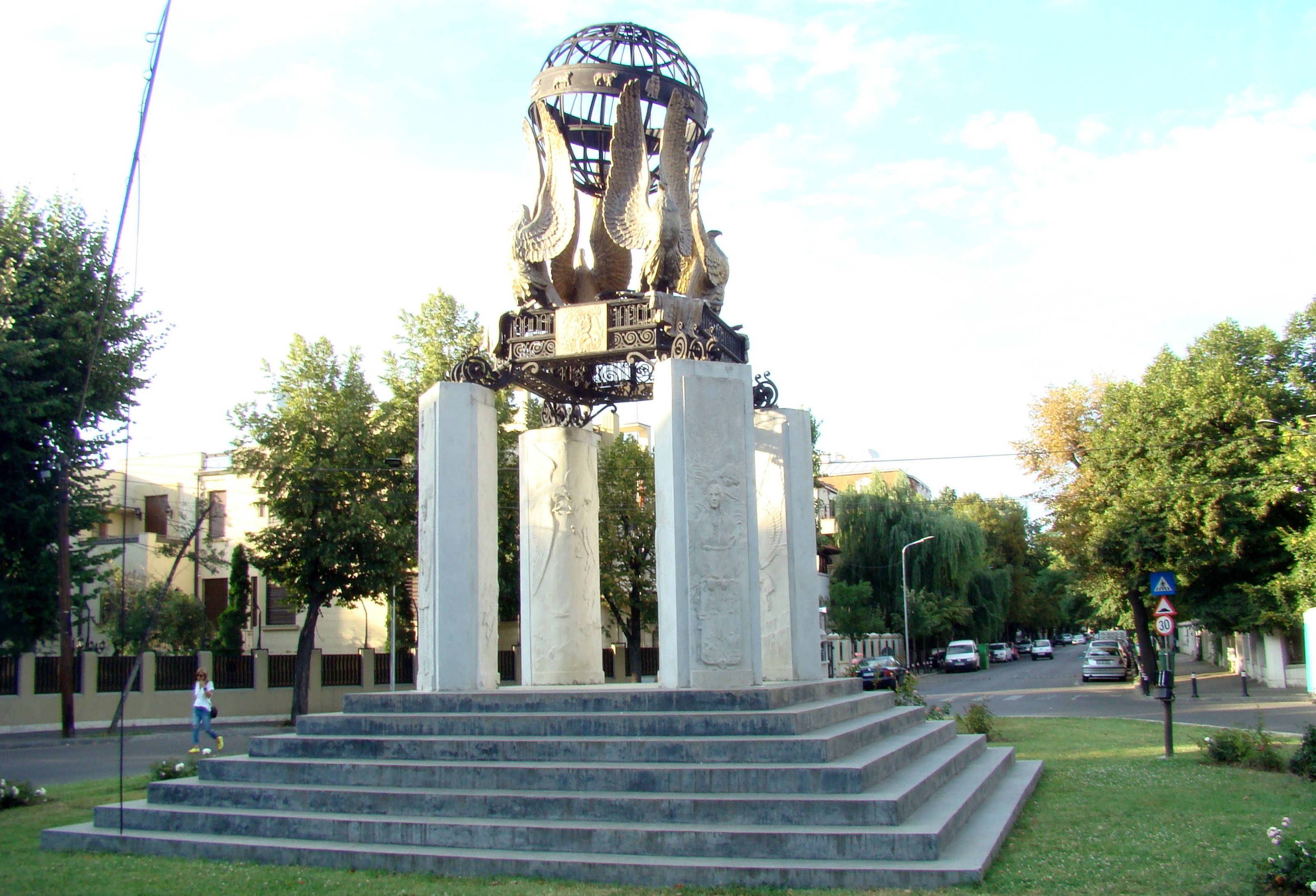
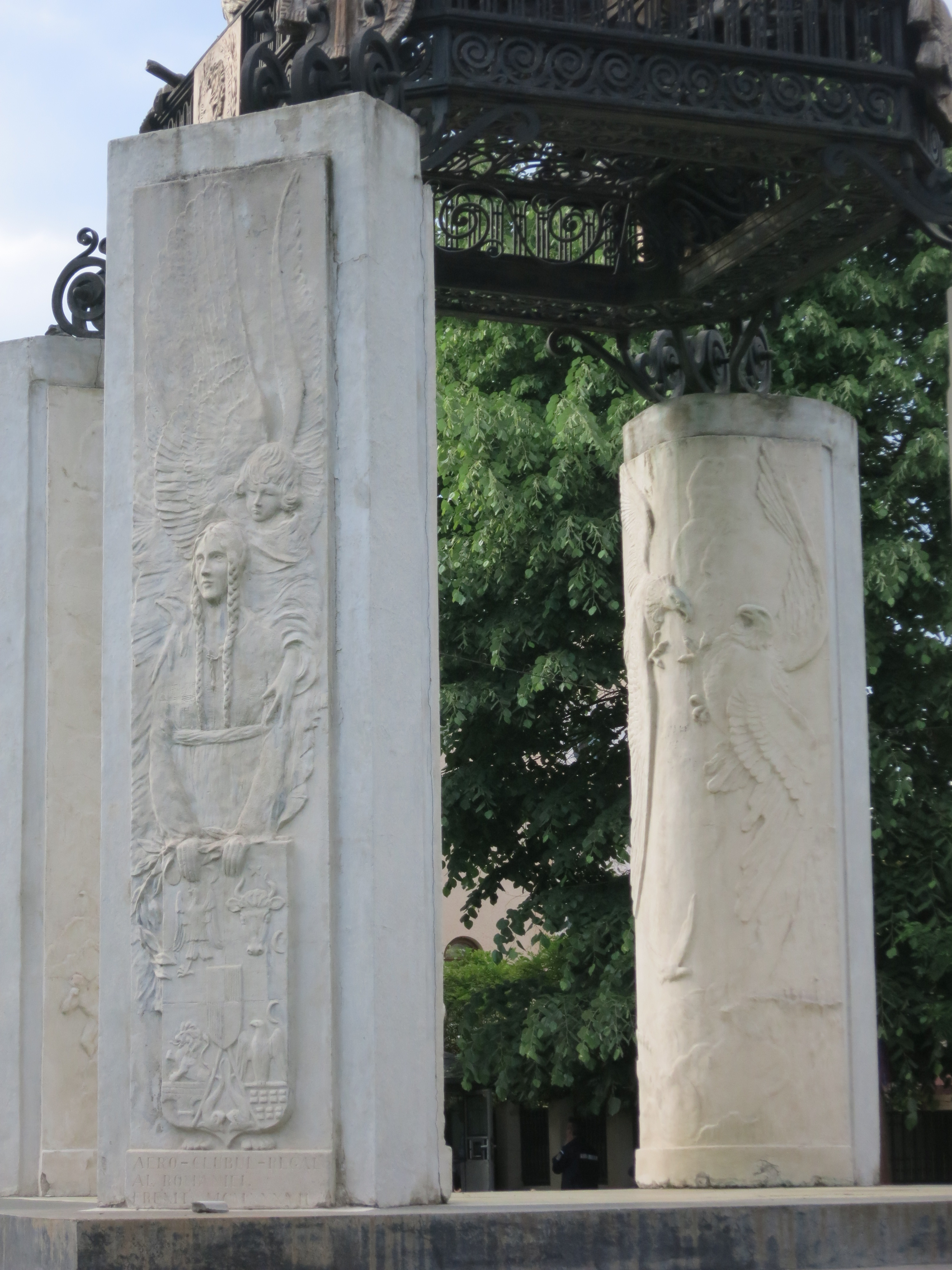